# Ида Демел (награда)
Литературната награда „Ида Демел“ (на немски: Ida-Dehmel-Literaturpreis) е учредена през 1968 г. и се присъжда на всеки три години за цялостното творчество на немскоезична писателка.
Паричната премия възлиза на 5000 €.
Раздава се и литературна поощрителна награда в размер на 3000 €.

## Носители на наградата (подбор)
- Хилде Домин (1968)
- Ерика Буркарт (1971)
- Розе Ауслендер (1977)
- Ингеборг Древиц (1980)
- Барбара Фришмут (1983)
- Бригите Кронауер (1989)
- Сара Кирш (1992)
- Елке Ерб (1995)
- Херта Мюлер (1998)
- Хелга М. Новак (2001)
- Дорис Рунге (2007)
- Ула Хан (2010)
- Моника Марон (2017)